# Böhmisches Dorf

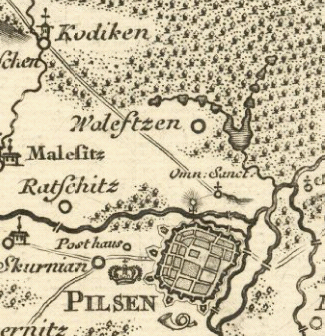
Böhmische Dörfer bei Pilsen, 1720: Ratschitz und Kodiken (tschechisch Radčice, jetzt Plzeň 7, bzw. Chotíkov)

„Das ist mir ein böhmisches Dorf“, oder auch: „Das sind böhmische Dörfer für mich“, ist eine ältere, immer noch gebräuchliche deutsche Redensart für: „Das ist mir ganz und gar unbekannt“, oder: „Das verstehe ich nicht“.

## Herkunft und Verbreitung
Die Redensart entstammt ursprünglich der Habsburgermonarchie, zu der ab 1526 auch das Königreich Böhmen (Länder der böhmischen Krone: Böhmen, Mähren, die Grafschaft Glatz und Schlesien) gehörten. In den Randgebieten Böhmens, Deutschböhmen oder später Sudetenland genannt, wurde Deutsch gesprochen, im Kernland jedoch, abgesehen von deutschen Sprachinseln wie Iglau oder der Prager Innenstadt, tschechisch (damals v. a. „böhmisch“). Für deutschsprachige Durchreisende, etwa nach Prag, waren sowohl die Ortsnamen als auch die Bewohner unverständlich.
Die Redensart war und ist noch im ganzen deutschen Sprachraum verbreitet. Ein Gedicht Christian Morgensterns beginnt mit: Palmström reist mit einem Herrn von Korf in ein sogenanntes böhmisches Dorf. Unverständlich bleibt ihm alles dort […]. Die meisten Orte im sprachlichen Grenzraum haben schon immer tschechische und deutsche Namen (Kuttenberg = Kutná Hora, Marienbad = Mariánské Lázně).
In Böhmen selbst sprechen die Tschechen bei gleicher Gelegenheit vom spanischen Dorf (španělská vesnice) (vgl.: Das kommt mir spanisch vor). Im Englischen sagt man aus ähnlichem Anlass „It’s all Greek to me“ (Das ist wie griechisch für mich), „It’s Hebrew to me“ (Das ist wie hebräisch für mich) und „That’s Double Dutch“ (Das ist doppel-holländisch!). Die polnischen Entsprechungen wären „chińszczyzna“ (das ist mir Chinesisch) oder „siedzieć, jak na tureckim kazaniu“ (sitzen wie bei der türkischen Predigt). Auf Italienisch sagt man „Per me è arabo“ (Das ist Arabisch für mich) oder fragt man „Parlo arabo?!“, wenn man nicht verstanden wird.
Im Polnischen gibt es auch den Ausdruck „jak czeski film“ (wie ein tschechischer Film) – im Sinne von „nicht zu verstehen“, wobei aber die Bedeutung 'seltsames Durcheinander' primär ist.